# Oh Dal-su
Oh Dal-su (kor. 오달수; ur. 15 czerwca 1968 w Daegu) – południowokoreański aktor.

## Kariera
Oh Dal-su występuje w branży aktorskiej od 1990 roku. Dużą sławę dała mu rola w lokalnych produkcjach, jak na przykład Ogu, Pani Zemsta czy Słodko-gorzkie życie. Jego talent aktorski uczynił go pożądanym aktorem charakterystycznym na dużym ekranie.
W 2018 roku Oh Dal-su został usunięty z obsady filmu Along with the Gods: The Two Worlds z powodu oskarżeń o molestowanie seksualne. Wycofał się wtedy na dwa lata z aktorstwa.
W 2024 roku wystąpił  w drugim sezonie serialu Squid Game, w którym zagrał kapitana Parka.

## Życie prywatne
W 1987 roku Oh Dal-su został aresztowany i zatrzymywany na trzy dni w wyniku braniu udziału w protestach.
Oh Dal-su był w związku z południowokoreańską aktorką Chae Kook-hee. Wspólnie wystąpili w 2012 roku w filmie The Thieves. W 2016 roku ogłosili, że mają romans i że spotykają się od trzech lat. W 2018 roku rozstali się. Oh Dal-su i Chae Kook-hee spotkali się w 2024 roku ponownie, występując w drugim sezonie Squid Game, w którym to Chae wcieliła się w rolę Seon-nyeo (044).
Oh Dal-su został 22 lutego 2018 roku oskarżony o molestowanie seksualne, jednak temu zaprzeczał. Cztery dni później w wywiadzie przeprowadzonym przez JTBC Newsroom wyemitowano kolejne oskarżenia. Aktorka Uhm Ji-young następnego dnia wystąpiła w JTBC Newsroom i również oskarżyła Oh Dal-su o molestowanie seksualne. 28 lutego Oh Dal-su przeprosił wszystkie ofiary. W sierpniu 2019 roku aktor został oczyszczony ze wszelkich zarzutów.

## Wyróżnienia
Czasopismo Forbes umieściło Oh Dal-su dwukrotnie na liście "Forbes Korea Power Celebrity 40"; w 2016 zajął miejsce 38, a w 2017 miejsce 34.